# Massimiliano Menetti
Massimiliano Menetti, né le 27 janvier 1973, à Palmanova, en Italie, est un entraîneur italien de basket-ball. 

## Palmarès
- EuroChallenge 2014
- Supercoupe d'Italie 2015
- Championnat d'Italie de seconde division 2012
- Meilleur entraîneur du championnat d'Italie D2 2012